# Les Ballets écarlates
Pour plus de détails, voir Fiche technique et Distribution.
Les Ballets écarlates est un film français réalisé par Jean-Pierre Mocky en 2004. Le film s'inspire du scandale de l'affaire des ballets roses (1959). Il sort en DVD en 2007.
En 2006, Mocky déclare avoir tourné ce « mélo » pour « détruire les réseaux de pédophilie », et il dénonce le silence fait autour de son film.

## Synopsis
Un réseau de pédophilie, auquel appartiennent des notables d'une ville de province, organise des agressions sexuelles collectives sur des enfants. L'un d'eux, Éric, échappe à cette fête de l'horreur et se réfugie chez Violaine, une garde forestière dont le fils a disparu mystérieusement. Avec l'aide de son ami, un armurier anarchiste, elle va détruire ce réseau.

## Fiche technique
- Titre : Les Ballets écarlates
- Réalisation et production : Jean-Pierre Mocky
- Scénario : Jean-Pierre Mocky et Alain Moury
- Photographie : Edmond Richard
- Musique : Vladimir Cosma
- Pays d'origine :  France
- Format : couleur
- Genre : drame
- Durée : 1h20
- Date de sortie : 25 avril 2007 en DVD

### Lieux de tournage
Le film a été tourné à Vienne (Isère), en août 2004. L'une des scènes a été tournée sur l'île de Grangent (Loire).

## Distribution
- Patricia Barzyk : Violaine
- Jean-Pierre Mocky : Mathieu, l'armurier
- Florian Junique : Éric
- Hortense Belhôte : Colette, la sœur d'Eric
- François Toumarkine : le père d'Eric
- Alain Fourès : Martin, le rabatteur
- Michel Bertay : Fred
- Dominique Zardi : Hugo
- Jean-Pierre Le Cloarec : Axel
- Jean Abeillé : Maxime
- Christian Chauvaud : le photographe

## Anecdotes
Dernière apparition de l'acteur Dominique Zardi.
Le film a été tourné à Vienne et dans ses environs.